# Ernst Steinitz

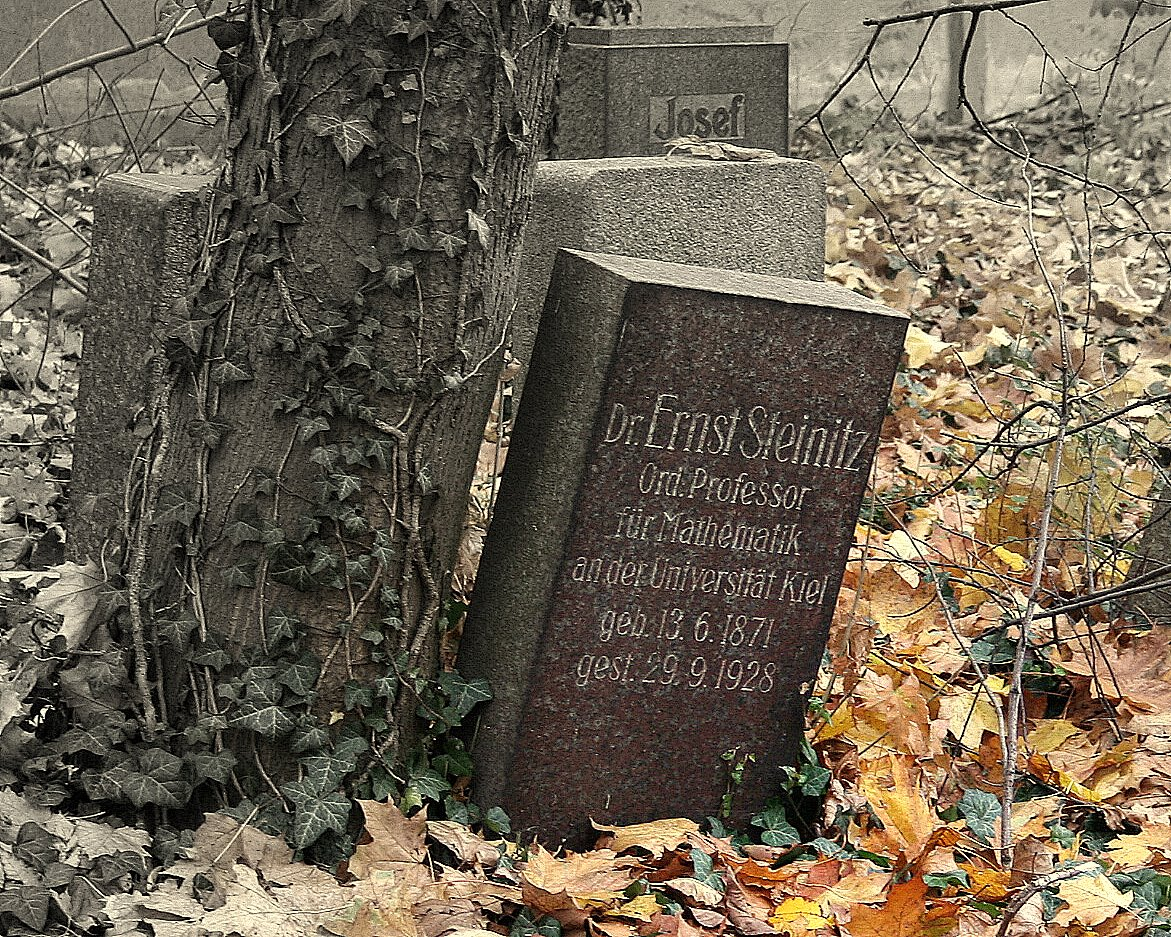
Làpida d'Ernst Steinitz en un cementiri jueu de Breslau.

Ernst Steinitz (Laurahütte, 13 de juny de 1871 − Kiel, 29 de setembre 1928) fou un matemàtic alemany.

## Vida i Obra
L'any 1890 va entrar a la universitat de Breslau. Va anar a Berlín per estudiar matemàtiques el 1891, i després de dos anys d'estar a Berlín, va tornar a Breslau. Li van oferir una plaça de professor a la Technical College de Breslau l'any 1910, però 10 anys més tard es va mudar a Kiel com a cap del Departament de Matemàtiques a la universitat.
L'any 1900, quan era privatdozent, Steinitz va presentar un treball on va introduir una àlgebra sobre l'anell dels enters dels quals els elements són classes d'isomorfisme de grups abelians finits. Avui en dia coneguda com a àlgebra de Hall.
L'any 1910, Steinitz va donar la primera definició abstracte de cos en el seu treball Algebraische Theorie der Körper (Teoria algebraica de cossos) publicat al Journal de Crelle. En aquest treball va elaborar tota una branca d'àlgebra abstracta coneguda com a teoria de cossos. També va introduir en aquest treball les nocions de cos prim, cos perfecte, element separable i grau de transcendència d'una extensió de cossos. També va provar que tot cos té una clausura algebraica, sent aquest el seu famós teorema. Steinitz va establir en la mateixa publicació la construcció, avui clàssica, dels racionals com classes d'equivalència de parelles de nombres enters.
Finalment Ernst Steinitz va treballar amb políedres en un treball pòstum publicat el 1934.

## Publicacions importants
- Ernst Steinitz va publicar l'any 1910 "Algebraische Theorie der Körper"[1]